# Ачичунгур
Ачичунгур или Ачи-Чунгур (также кутан лесхоза Цунта) — кутан Бежтинского участка Дагестана. Входит в Бежтинское сельское поселение или в Шаитлинский сельсовет. Не имеет официального статуса.

## География
Расположен на территории Бабаюртовского района, на канале Джам-Мурза, на расстоянии приблизительно 3 км по прямой к северо-востоку от села Хамаматюрт. У северо-западной окраины кутана расположено небольшое озеро/пруд Аччычимул, по искаженному названию которого населенный пункт, возможно, и получил название.
Фактически населённый пункт, обозначенный на топографических картах, как "кутан лесхоза Цунта" объединяет два кутана: Ачичунгур (северо-восточная часть, состоящая из двух улиц) и Ново-Цумилюх (юго-западная часть) Тляратинского района.

## История
Основан в 1959 году после переселения из Веденского района восстановленной ЧИАССР обратно в Дагестан, частью жителей трёх сел Цунтинского района: Китури, Шаитли, Гениятль решивших поселится на равнинной территории. В советские годы земля на которых расположен кутан, относилась к земле отгонного животноводства колхоза имени Ленина Шаитлинского сельсовета Цунтинского района. В начале 1990-х годов колхоз был преобразован в СПК «Шаитлинский». А в 2023 году, хозяйства кутана на базе СПК образовали СПК «Ачи-Чунгур».
Кутан не имеет официального статуса населённого пункта. В 2005 году кутан был «легализован» и включен в состав Бежтинского сельсовета первой принятой редакцией закона «О статусе и границах муниципальных образований Республики Дагестан» принят Народным Собранием Республики Дагестан 28 декабря 2004 года. Но уже в 2006 году законом О внесении изменений в Закон Республики Дагестан «О статусе и границах муниципальных образований Республики Дагестан» от 30 ноября 2006 года № 60 кутан был лишен официального статуса.

## Население
В 2016 году на кутане располагалось более 60 хозяйств.
В селе проживает часть бежетинцов.

## Инфраструктура
В Ачичунгуре функционируют начальная школа, фельдшерский пункт, сельская мечеть и СПК Ачичунгур. В 2024 году село по программе Минсельхоза газифицировали, и по той же программе в 2023 году пробурили артезианскую скважину.